# Бременер, Макс Соломонович
Макс Соломонович Бременер (16 ноября 1926, Москва — 23 января 1983, там же) — русский советский прозаик, критик.

## Биография
Родился в семье врача-гастроэнтеролога Соломона Михайловича Бременера (1902—1972), крупного специалиста в области гигиены питания. Мать — Дина Шлёмовна (Семёновна) Бердичевская (1902, Варшава — 1969), врач. Дед — Михаил Моисеевич Бременер (1873—1950), доктор медицинских наук, один из основоположников организации борьбы с кожным туберкулёзом в России. После развода, отец повторно женился на сценаристке Серафиме (Симе) Львовне Рошаль (1906—1971), сестре народного артиста СССР Г. Л. Рошаля, а мать вышла замуж за Николая Григорьевича Наумова (1896, Сороки — 1937, Ленинград), делегата XVII съезда ВКП(б), начальник Леноблзу. После расстрела Н. Г. Наумова 8 сентября 1937 года мать была осуждена на 8 лет ИТЛ как член семьи изменника Родины. В этот период Макс Бременер жил в семье отца. Воспитанник чистопольского интерната для детей литературных работников.
В 1949 году окончил Литературный институт, где учился, в частности, у К. Паустовского, с которым в дальнейшем его связывала дружба. Первые детские рассказы Бременера были напечатаны в 1947 году, первый сборник рассказов — в 1955 году. В конце 1960 года принят в члены Союза писателей. Редактор фильма «Полчаса на чудеса» (1968).
«Творчество Бременера проникнуто стремлением к жизненно правдивому раскрытию ложных установок поведения в повседневных ситуациях». (В. Казак).
Умер в 1983 году. Похоронен на Введенском кладбище (20 уч.).

## Семья
- Сестра — Елизавета Соломоновна Ухова (1934—2010), учительница русского языка и литературы, воспоминания о которой оставила Вероника Долина[4][5].
- Двоюродный брат — Лев Моисеевич Рошаль (1936—2010), киновед и кинодраматург, доктор искусствоведения, заслуженный деятель искусств РСФСР.
- Жена — Эра Михайловна Пчёлкина (1929—2022). Дочь — Елена Максовна Пчёлкина (род. 1970), сценарист, литератор[6][7].

## Сочинения
- Случай со Степным, 1955
- Пусть не сошлось с ответом!, 1956
- Лёшкина переэкзаменовка, 1958
- Передача ведётся из класса, 1959
- Толя — Трилли, 1960
- Чур, не игра!, 1962
- «Тебе посвящается», 1965
- Присутствие духа, 1969
- Гренадская волость, 1978